# Recensământul Moldovei din 1772-1773

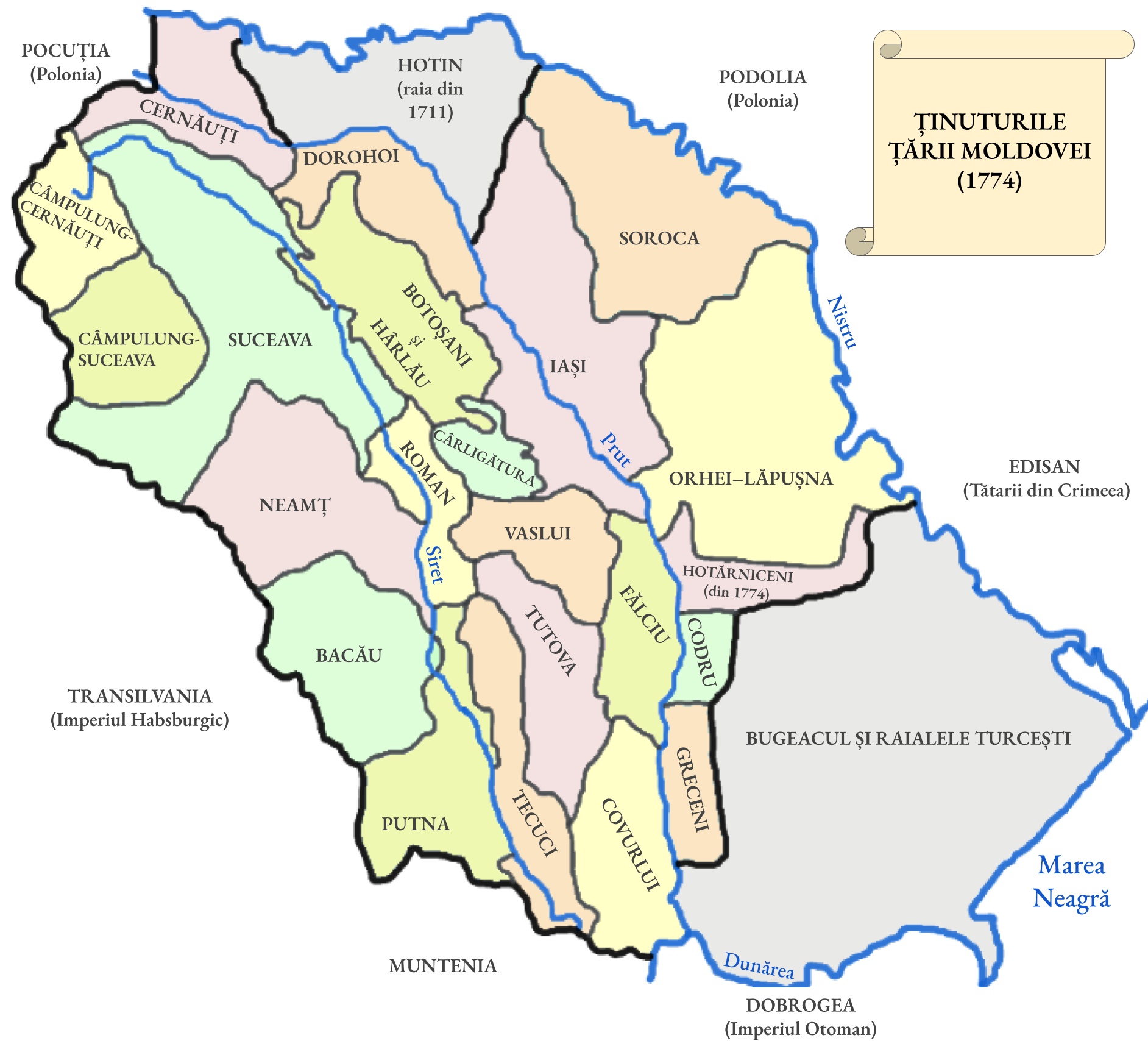
Harta împărțirii teritorial-administrative a Moldovei în 1772-73

Recensământul populației din Moldova realizat în anii 1772-1773 s-a desfășurat la comanda mareșalului Piotr Rumianțev-Zadunaiski, executarea ordinului fiind atribuită șefului administrației militare ruse de ocupație din Moldova generalului-major Alexandr Rimski-Korsakov.
Scopul recensământului consta în estimarea resurselor umane și materiale ale Moldovei pentru aprovizionarea armatei țariste în războiul cu Imperiului Otoman.
Documentele recensământului sunt păstrate la Arhiva Centrală de Stat a Actelor Vechi a Federației Ruse, în fondul numărul 293 întitulat „Dosare moldovenești și muntenești”. Dosarul cu numărul 200 (212 file cu text pe ambele pagini) conține materialele recensământului din anii 1772-1773. Materialele originale ale recensământului din anii 1772-1773, scrise în limba română cu caractere chirilice, nu s-au păstrat până în prezent. Arhiva de Stat din Moscova deține copii ale traducerilor în limba rusă, dar nici acestea nu sunt complete. Din 23 de declarații (borderouri) ale ținuturilor s-au păstrat numai 20, lipsesc tabelele ținuturilor Bacău, Câmpulung-Suceava și Putna.

## Rezultate generale
| Nr. d/o | Ținut              | Data prezentării declarației | Ispravnicul care a semnat declarația                           | Numărul de sate | Numărul de gospodării |
| ------- | ------------------ | ---------------------------- | -------------------------------------------------------------- | --------------- | --------------------- |
| 1       | Bacău              | 19 decembrie 1772            | medelnicerul Manolache Hrisoverghi                             | 93              | 5074                  |
| 2       | Botoșani           | 12 decembrie 1772            | medelnicerul Constantin Vârnav; pitar Constantin Crupenschi    | 48              | 2311                  |
| 3       | Câmpulung-Cernăuți | 7 octombrie 1772             | vornicul Mihai Stârcea                                         | 9               | 936                   |
| 4       | Câmpulung-Suceava  | 29 decembrie 1772            | vornicul Anghelachi                                            | 14              | 1634                  |
| 5       | Cârligătura        | 12 noiembrie 1772            | stolnicul Gavril Miclescu                                      | 44              | 987                   |
| 6       | Cernăuți           | 16 ianuarie 1773             | paharnicul Imbo, staroste Ilie Hirescu                         | 117             | 6753                  |
| 7       | Codru              | 13 decembrie 1772            | căpitanul Radu                                                 | 4               | 131                   |
| 8       | Covurlui           | 22 decembrie 1772            | al doilea paharnic Constantin Negre, comisul al doilea Fotachi | 60              | 2859                  |
| 9       | Dorohoi            | 25 decembrie 1772            | comisul Vasile Iamandi, armașul Niculi                         | 57              | 2550                  |
| 10      | Fălciu             | ? decembrie 1772             | jitnicerul Vasile Adam, paharnicul Iancul Grecean              | 67              | 2599                  |
| 11      | Greceni            | 20 noiembrie 1772            | căpitanul Ștefan Bugeac                                        | 11              | 735                   |
| 12      | Hârlău             | 31 decembrie 1772            | cuparul Ioan Canano, armașul Iordache Luca                     | 77              | 3045                  |
| 13      | Hotin              | 25 decembrie 1772            | Al doilea vistiernic Ștefan Hurmuzachi; Contantin Chirilovici  | 151             | 712                   |
| 14      | Lăpușna-Orhei      | 10 ianuarie 1773             | serdarul Constantin Râșcan, spătarul Constantin Donici         | 169             | 5050                  |
| 15      | Iași               | 4 martie 1773                | banul Vasile Costachi, Nejel                                   | 141             | 4269                  |
| 16      | Neamț              | 20 decembrie 1772            | paharnicul Ilie Ruset                                          | 171             | 9445                  |
| 17      | Putna              | 20 ianuarie 1773             | starostea Iancul Razu, starostea Nicolai Ruset                 | 99              | 4384                  |
| 18      | Roman              | 5 mai 1773                   | medelnicerul Neculce                                           | 85              | 3294                  |
| 19      | Soroca             | 13 ianuarie 1773             | clucerul Grigore Nejel, căpitanul Manuil Furculița             | 111             | 7441                  |
| 20      | Suceava            | 20 mai 1773                  | comisul Mihai Sturza                                           | 207             | 8507                  |
| 21      | Tecuci             | 10 decembrie 1772            | ispravnicul Constantin Negri                                   | 85              | 4099                  |
| 22      | Tutova             | 17 aprilie 1773              | paharnicul Alexandru Râșcan                                    | 101             | 4543                  |
| 23      | Vaslui             | 13 decembrie 1772            | paharnicul Sandu Miclescu                                      | 95              | 1749                  |
| 24      | Vrancea            | 20 ianuarie 1773             | locotenentul Stamati                                           | 15              | 647                   |
| Total   | 2031               | 90327                        |                                                                |                 |                       |